# 下川耿史
下川 耿史（しもかわ こうし、1942年8月 - ）は、日本の風俗史家。地方新聞60紙のエピソードバンク「アトリエCOCO」同人。
福岡県生まれ。早稲田大学文学部社会学科卒業、産経新聞社（雑誌「随筆サンケイ」の編集者など）を経て、フリー編集者、家庭文化史、性風俗史の研究家として著書多数。

## 著書
- 『昭和性相史 戦後篇』伝統と現代社 1980
- 『びっくり人間大集合』双葉ブックス 1980
- 『昭和性相史 戦前・戦中篇』伝統と現代社 1981
- 『ザ・コレクター 性に憑れた男たち』秀英書房 1983  「変態さん!」と改題、ちくま文庫
- 『昭和スポーツ大熱闘!! 茶番・深刻・エキサイト!』双葉社 1986
- 『Off artists-B級泥棒紳士録』二十一世紀書院 1989
- 『死体の文化史』青弓社 1990 「死体と戦争」と改題、ちくま文庫
- 『殺人評論』青弓社 1991
- 『ちくご100年にっぽん100年 百一歳翁聞書』西日本新聞社 1991
- 『セクソロジー異聞』青弓社 1992
- 『日本エロ写真史』青弓社 1995 のちちくま文庫
- 『10代の遺書 昭和～平成・自殺流行史』作品社 1996
- 『レター・セックスの快楽』河出文庫 1998
- 『性技実践録 セックスメート氏聞き書き』河出文庫 1998
- 『極楽商売 聞き書き戦後性相史』筑摩書房 1998
- 『日本残酷写真史』作品社 2006
- 『盆踊り　乱交の民俗学』作品社、2011
- 『混浴と日本史』筑摩書房、2013
- 『エロティック日本史 古代から昭和まで、ふしだらな35話』幻冬舎新書 2016

### 共編著
- 『ご利益 東京編』内藤正敏共著 サンケイ新聞社 1978
- 『ご利益 京都編』内藤正敏共著 サンケイ新聞社 1979
- 『京都の寺社 その信仰と伝説を訪ねて』(シリーズご利益) 内藤正敏共著 稜北出版 1984
- 『東京の寺社 その信仰と伝説を訪ねて』(シリーズご利益)内藤正敏共著 稜北出版 1984
- 『エロゴトジー 新聞を飾った“罪深き"男と女たち』岡崎正悦共著 東京法経学院出版 1987
- 『青春ブラインドサイド』清水節子共著 双葉社 1988
- 『自殺者たち 一日一死』稲葉真弓共編著 青弓社 1994
- 『世紀末エロ写真館』（編著）青弓社 1996
- 『明治・大正家庭史年表』家庭総合研究会共編 河出書房新社 2000
- 『昭和・平成家庭史年表』（編）河出書房新社 2001
- 『近代子ども史年表 明治・大正編 /昭和・平成編』（編）河出書房新社 2002
- 『環境史年表 明治・大正編(1868-1926)』（編）河出書房新社 2003
- 『環境史年表 昭和・平成編(1926-2000)』（編）河出書房新社 2004
- 『性風俗史年表 昭和「戦後」編(1945-1989)』 河出書房新社 2007
- 『性風俗史年表 明治編(1868-1912)』 河出書房新社 2008
- 『性風俗史年表 大正・昭和「戦前」編(1912→1945)』 河出書房新社 2009
- 『遊郭をみる』林宏樹共著 筑摩書房 2010
- 『異常殺人カタログ 驚愕の200事件』CIDOプロ共編 作品社 2010

## 参考
- http://bookweb.kinokuniya.co.jp/htm/4480873635.html